# Viaductul din Brusio
Viaductul din Brusio (italiană Viadotto elicoidale di Brusio, germană Kreisviadukt Brusio) este un viaduct circular, în nouă arcuri, din piatră, de cale ferată în apropiere de Brusio, Elveția.
El este inclus în Patrimoniul mondial UNESCO.

## Amplasare
Viaductul spiralat Brusio face parte din Linia Bernina și este situat între Brusio și Campascio. El este în imediata apropiere la sud de Brusio, și la aproximativ 54 km de la St. Moritz.

## Istoric

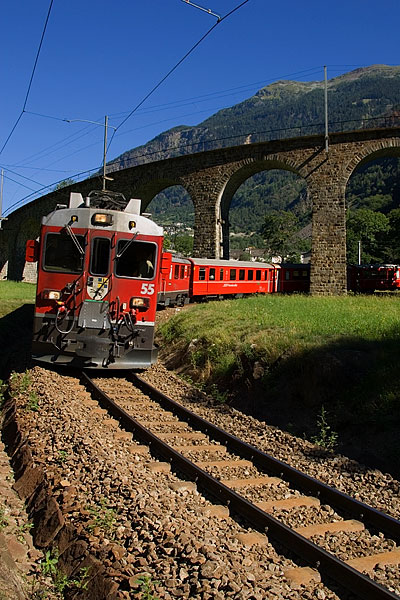
Trenul trecând pe sub viaduct

Viaductul a fost deschis pe 1 iulie 1908, odată cu darea în exploatare a segmentului de cale ferată Tirano–Poschiavo, parte a liniei Bernina.
Viaductul spiralat a fost necesar la sud de Brusio pentru a limita gradul de înclinare a caii ferate la maximul admisibil de 7%, astfel încât trenul să nu alunece la vale, sau să fie de necontrolat în coborâre.
În 1943, întreaga Linie Bernina a fost preluată de compania Rhaetian Railway, care deține viaductul până în prezent.

## Date tehnice
Viaductul spiralat are o lungime de 115,8 m, înălțimea de 17 m și constă din 9 arcuri a câte 10,8 m. Rază orizontală de curbatură este de 70 m, iar uncghiul de înclinație este de 7%.
Ecartamentul are 1 metru, și electrificarea e de 1000 V de curent electric continuu.

## Galerie

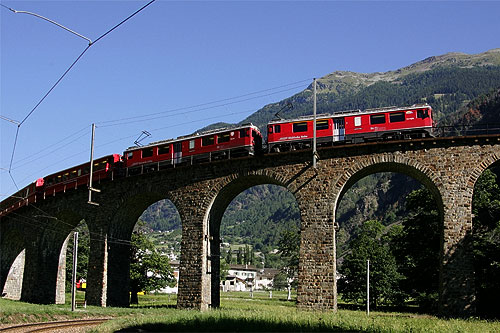
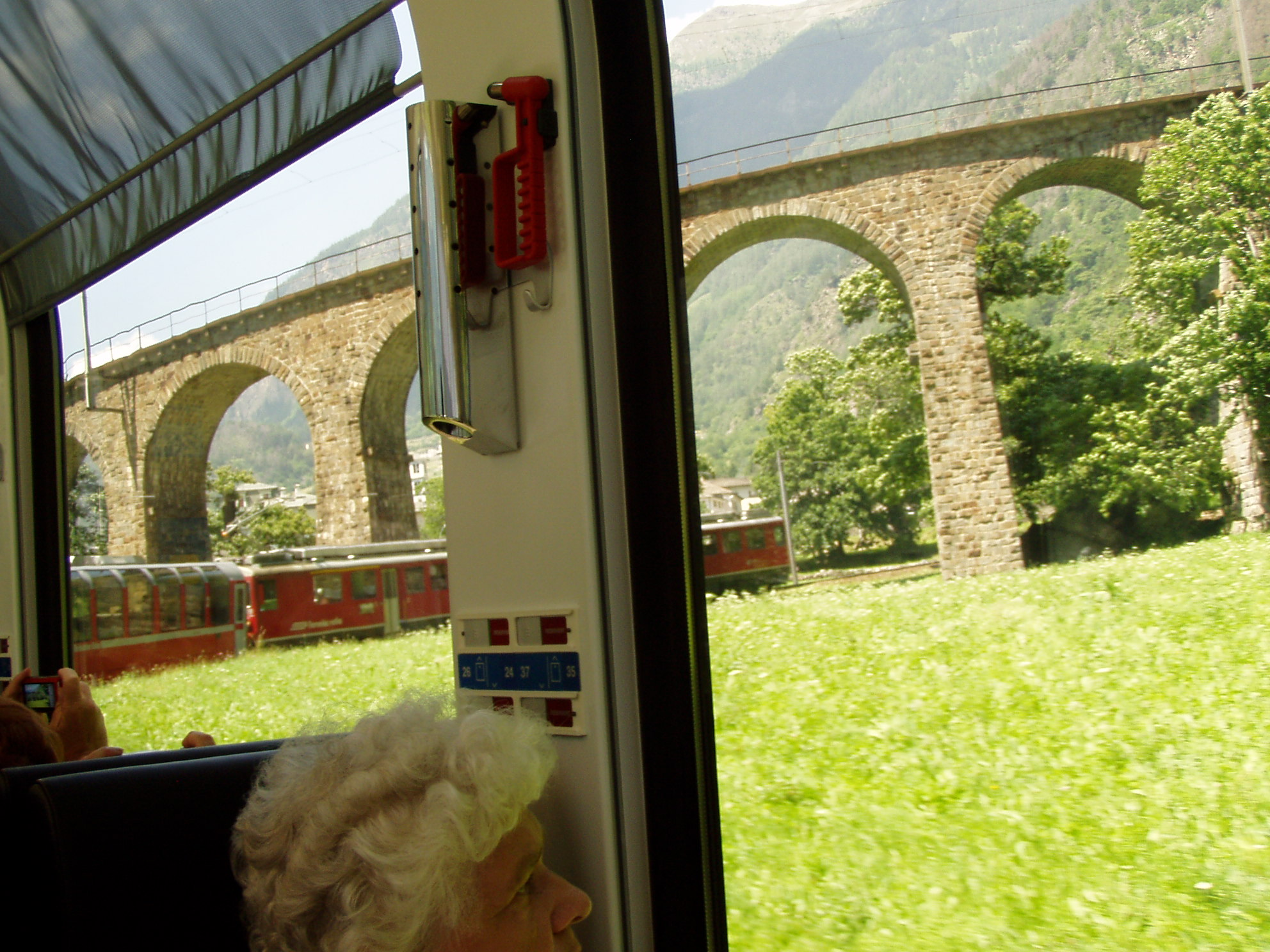
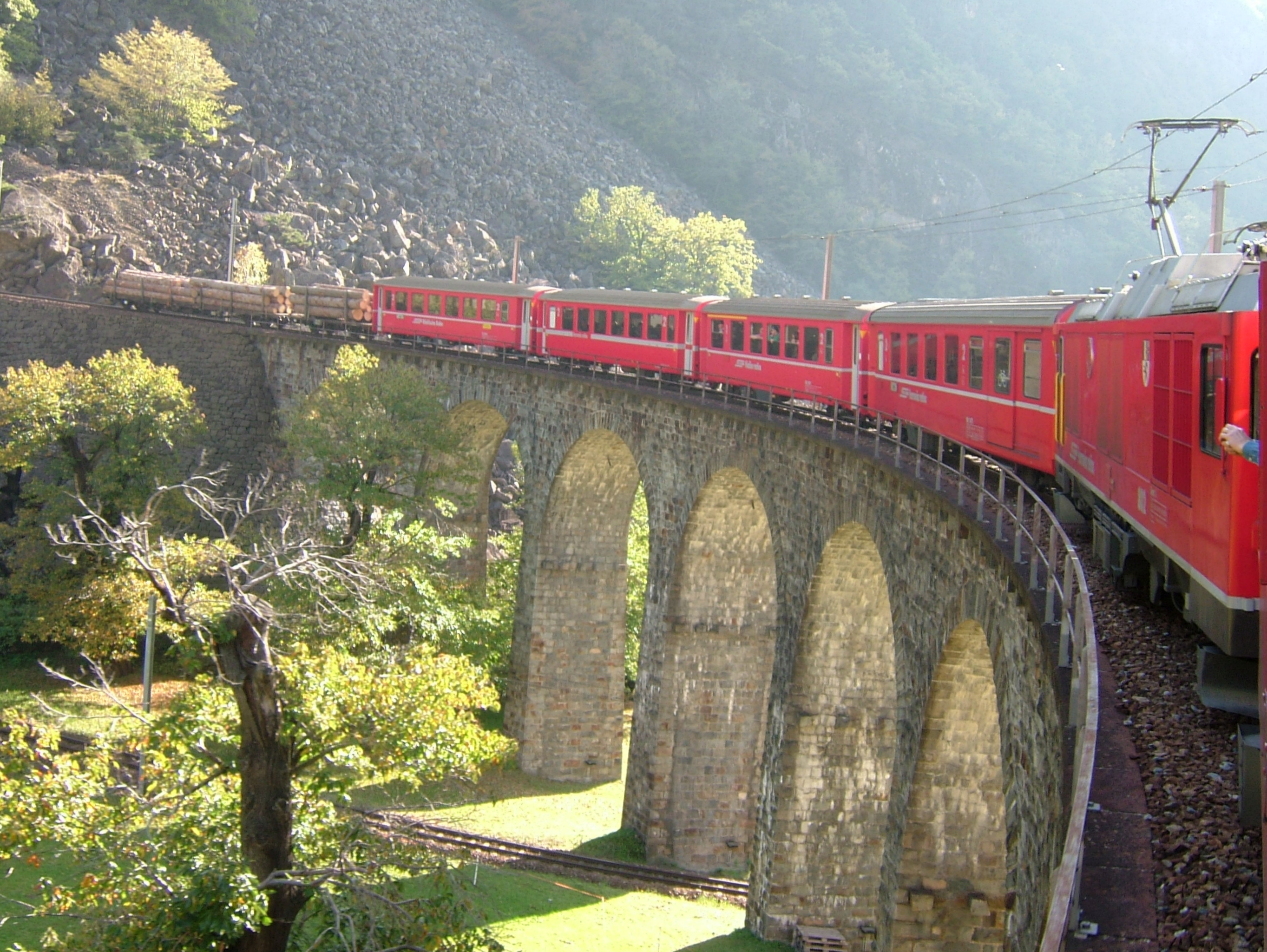
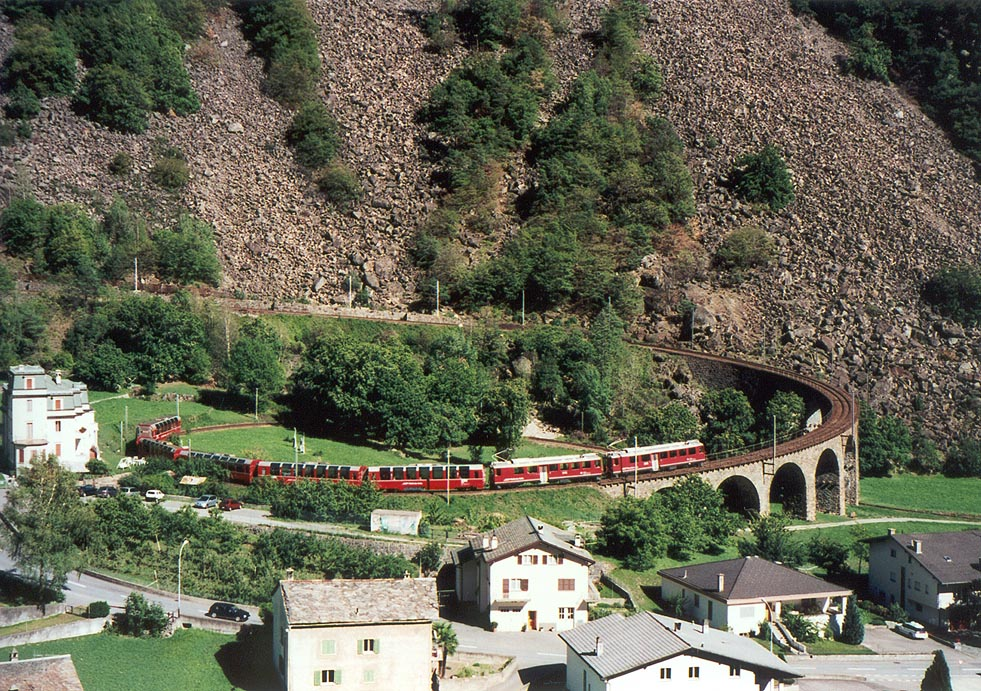